# Reed Howes
Pour les articles homonymes, voir Howes.
Reed Howes est un acteur américain, né à Washington DC, le 5 juillet 1900, et mort à Woodland Hills, un quartier de Los Angeles, le 6 août 1964.

## Biographie
Né de Edwin L. Howes et Grace LaForest Howes (née Meserve), Hermon Reed Howes sert comme apprenti dans la marine des États-Unis à la fin de la Première Guerre mondiale, puis reprend ses études à l'université de l'Utah et ensuite à la Graduate school à l’Université Harvard.
Au début des années 1920, Howes fait carrière dans la mode en tant que «Arrow Collar Man» (en) pour des chemises à col détachable.
Après quelques apparitions dans des vaudevilles, il débute dans le cinéma muet à Hollywood en 1923 aux côtés de célèbres stars féminines de l'époque : Marie Prevost, Clara Bow, Mildred Harris, Marjorie Daw, Viola Dana, Louise Fazenda et Virginia Brown Faire. Il est également apparu dans des productions à faible budget avec des comédiennes féminines moins connues, telles que Gladys Hulette, Ruth Dwyer, Carmelita Geraghty, Ethel Shannon et Alice Calhoun. 
Howes fait ses débuts dans le cinéma sonore dans un film musical Le Fou chantant de la Warner Bros avec Al Jolson. Dans l'ère parlante, Howes s'est tourné vers les rôles de méchants, d'abord dans les films noirs ou d’action, puis dans les westerns, avec lesquels il sera associé pour le reste de sa carrière. Il apparait dans plus de cent westerns dont des apparitions face à Randolph Scott dans 9 films entre 1951 et 1957, avec Robert Taylor ou encore Alan Ladd. 
Sa dernière apparition à l’écran sera dans un épisode de la série télévisée Monsieur Ed, le cheval qui parle (1958).
Il décède à l’âge de 64 ans après un long séjour à  «Motion Picture & Television Country House and Hôpital» à Woodland Hills et est enterré dans le Cimetière national de Fort Rosecrans à San Diego, en Californie.

## Filmographie partielle
- 1924 : Notch Number One
- 1924 : The Cyclone Rider
- 1924 : Open All Night
- 1924 : Geared to Go
- 1925 : À toute vitesse (Super Speed)
- 1925 : The Snob Buster
- 1925 : The Cyclone Rider
- 1925 : Bobbed Hair
- 1926 : The Gentle Cyclone
- 1926 : Fils de l'orage (Wings of the Storm) de John G. Blystone
- 1927 : Rough House Rosie
- 1928 : Ladies' Night in a Turkish Bath
- 1928 : Le Fou chantant (The Singing Fool) de Lloyd Bacon
- 1928 : The Sawdust Paradise
- 1929 : Stolen Kisses de Ray Enright
- 1930 : Clancy in Wall Street
- 1930 : Terry of the Times
- 1931 : Les Titans du ciel (Hell Divers)
- 1932 : Devil on Deck
- 1932 : 70,000 Witnesses de Ralph Murphy
- 1933 : Fighting with Kit Carson
- 1934 : Chloe, Love Is Calling You
- 1934 : L'Héritage du chercheur d'or (The Trail Beyond)
- 1935 : Le Cavalier de l'aube (The Dawn Rider)
- 1935 : L'Élixir du docteur Carter (Paradise Canyon)
- 1936 : Les Vengeurs de Buffalo Bill (en) (Custer's Last Stand) d'Elmer Clifton
- 1936 : Feud of the West
- 1940 : Heroes of the Saddle
- 1940 : Covered Wagon Days
- 1940 : Texas Terrors de George Sherman
- 1942 : Robin des Bois cow-boy (Red River Robin Hood) de Lesley Selander
- 1943 : Thundering Trails
- 1943 : The Phantom de B. Reeves Eason
- 1944 : Brand of the Devil
- 1945 : Le Prix du bonheur  (You Came Along) de John Farrow
- 1953 : La Dernière Chevauchée (The Last Posse) d'Alfred L. Werker
- 1953 : La Taverne des révoltés (The Man Behind the Gun) de Felix E. Feist (rôle non crédité)